# Андреев, Иван Григорьевич
Иван Григорьевич Андреев (31 января [11 февраля] 1744, Тобольск — 29 апреля 1824, Семипалатинск, Омская область) — военный инженер-топограф, краевед, этнограф, писатель, востоковед.

## Происхождение
Родился Иван Андреев 31 января 1744 года в Тобольске в семье служилого сибирского дворянина Григория Андреева, потомка жителя Нижегородской губернии Андрея Андреева, переселившегося сюда после завоевания Ермаком Сибирского царства. Отец Ивана, Илимский воевода, в молодости принимал участие в создании почтовой системы в России. Об этом свидетельствует тот факт, что в 1741—1742 гг. командир Иртышской пограничной линии генерал Фрауендорф направил «на Иртышскую линию через Омскую крепость до города Кузнецка поручика Григория Андреева для учреждения по крепостям, форпостам и станциям почтовых станов».
В «Домовой летописи Андреева» автором допущено ряд ошибок, а именно: Первого губернатора Сибири назвал Яковом Петровичем Гагариным, правильно — Матвей Петрович Гагарин (родился около 1659 — казнен 16 марта 1721 года), и родина предков И. Г. Андреева г. Краснослободск — Нижегородской губернии, хотя этот город никогда не входил в эту губернию. Город Краснослободск входил в разные времена в Рязанскую, Азовскую и Пензенскую губернию.

## Биография
В 1750 году Иван обучался в частной Немецкой школе, которой руководил бывший шведский военнопленный немецкого происхождения по прозвищу Сильвестрович, «ибо оный, быв лютеранского закона, и принял веру греческого исповедания от бывшего в Тобольске митрополита Сильвестра».
Ребёнком Иван обучался игре на скрипке и бандоре — старинном струнном щипковом инструменте лютневидной формы.
В 1755 году после смерти отца семья обеднела и Иван Андреев был отдан для продолжения обучения в Ивановский монастырь (Тобольск).
В 1757 году он поступил на службу рядовым в Олонецкий драгунский полк, расквартированный в крепости Святого Петра на Ишимской линии на юге Сибири. В крепости он завершил своё образование в гарнизонной школе, основанной генералами Карлом фон Фрауендорфом и Гансом фон Веймарном. По окончании школы был зачислен в резервную команду капитана А. Ф. Соймонова.
10 февраля 1758 года произведен в чин капрала, а в 1760 году был отправлен в Железнинскую крепость, станец Изылбашский, где получил «в подчинение 6 человек драгун». С 1 мая 1763 года — подпрапорщик.
В 1764 году получил чин вахмистра. В том же году при содействии командира Сибирского корпуса Иогана фон Шпрингера, Андреев организовал в Омске первый в Азиатской части России любительский театр, где «чинились представления разных трагедий и комедий». В этом театре, под названием «Оперный дом», под его руководством в том же году было устроено первое в Сибири театральное представление.
В 1765 году был откомандирован для описания тракта Олонецкого полка, переведенного из крепости Железинской с Иртышской линии в город Кузнецк и был переведен в Ревельский драгунский полк.
1 января 1766 года был произведён в прапорщики и откомандирован для строительства крепости Ямышевской, а в 1768 году переведён в Троицкий драгунский полк подпоручиком.
1 января 1772 года он был переведён в Петропавловский гарнизон, а 1 февраля 1772 года ему был присвоен чин капитана.
В 1774 году капитан Андреев оказал существенную помощь А. Д. Скалону, командующему войсками на Сибирских линиях, в подготовке «словника» казахских терминов и выражений, ставшего одним из первых в России русско-казахских словарей.

4 апреля 1776 — декабрь 1793 гг. (вновь с конца 1797 по 1824 гг.) он прибыл в Семипалатинскую крепость «для заложения оной вновь по прожекту и строению». До ноября 1797 года вплоть до самой отставки он выполнял обязанности инженера-топографа. Основам «инженерной науки» обучался у генералов Ганса фон Веймарна, Иогана фон Шпрингера и начальника инженерной экспедиции Сибирского корпуса инженер-майора И. Малма. 
В «Домовой летописи» Андреев так вспоминает о тех днях: «Генерал-поручик Декалонг 1776 г. отбыл в Санкт-Петербург, оставя повеление своё оставшему по нем генерал-майору Антону Даниловичу Скалону, чтоб откомандировать меня в крепость Семипалатную для заложения оной вновь по прожекту и строения, куда я, получа повеление, в скорости, оставя жену и детей, дабы не растратиться своею экономиею в Железинке, отбыл, и приехал апреля 4-го числа с великим уже трудом. В которой был комендант полковник и кавалер Илья Тимофеевич Титов. Из крепости же Железинской взято было мною туда колодников 40 человек, где был святою неделею во всяких приуготовлениях к строению новой крепости и заведению, к чему и потребно было довольно надобностей, куда и переехал с командою апреля 18-го числа выше старой крепости в 16 верстах, у самых семи чудских палат, о которых по приличеству, в последующем 1785 г. ясно опишу топографически, где только была одна маяшная изба. Команды же всей командированной было Семипалатного батальона солдат 25, башкир с лошадьми 100, служивых тобольских и тюменских татар 50, ссыльных колодников 200 человек; то как сим командам жить было негде, сделали плетни, а для печения хлебов в семи чудских палатах печи, в коих до постройки казарм и жительствовали. Крепость же заложена мною при инженер-капитане Авраме Семеновиче Квашнине мая 18 числа, где я заложил в самый Троицын день и собственный для себя дом.»

15 августа 1777 года Иван Григорьевич участвовал в закладке церкви (Знаменская) в Семипалатинской крепости. 
Церковная летопись главными ревнителями построения храма называет следующих четырёх лиц: генерала Огарёва, полковника Гейцига, капитана Андреева и священника Седачёва. Строилась церковь по «…сочинённому от коменданта крепости Омской Андрея Клавера прожекту…». Архитектором при построении церкви был ямщик г. Тобольска Иван Черепанов, находившийся под руководством коменданта крепости Ильи Титова и капитана Ивана Андреева. Церковь была построена «на доброхотные пожертвования посторонних, воинских команд и казаков, в окрестностях тогда состоящих», стоимость её оценивалась в 23 тысяч рублей серебром. На колокольне собора помещалось 10 колоколов. Один из них, весом в 62 пуда (992 кг), в 1790 году через тобольского купца Русакова приобрёл капитан Андреев, заплатив за него 775 рублей. А в 1778 году в крепости были уже построены полумаяк, казённая пильная и мучная мельница.
В 1781 году И. Г. Андреевым были описаны солёные озёра в северной части казахских кочевий, составлен план Коряковского форпоста.
2 января 1782 года Андреев был отправлен по «секретной экспедиции» посланником с письмами киргиз-кайсацкой Средней орды ко владельцу найманских родов Абулфеис-султану. По просьбе султана Абулфеиса он совершил экспедицию в его кочевья в Восточном Казахстане, где записывал в аулах найманов предания о происхождении кочевых родов и аристократических династий Среднего жуза.
10 октября 1783 года он участвовал в открытии «Семипалатной крепости по высочайшему учреждению Колыванской губернии городом, торжественно с пушечною пальбою и со всеми обрядами, введением судей в присутственные места комендантом, полковником и кавалером Титовым». К этому торжеству Андреевым был сделан «щит, вензель с короною и надписью, многие пирамиды с висящими гирляндами, и освящен был город многими и разными огнями и фейерверком, и был великолепный стол и бал.»
В 1784 году Андреев, получив указания командира Сибирского корпуса Н. Г. Огарёва подготовить материал для «Истории о киргиз-кайсаках», с большим энтузиазмом принялся выполнять высочайшее поручение: отправился в двухмесячную поездку по пограничным крепостям для сбора материалов.
В 1785 году он изучал архивы сибирских городов — Тюмени, Тобольска, Семипалатинска, Петропавловска и Омска. Одновременно продолжал сбор полевых этнографических материалов о казахах Среднего жуза в прииртышских степях. В том же году подготовил начальный вариант своего капитального исследования — «Описание Средней орды киргиз-кайсаков», первого в науке специального труда, посвященному казахскому народу. Андреев представил рукопись своему начальнику, генералу Огарёву. Последний, «не сведущий никакого учения и понятия», не оценив значимость труда, приказал автору значительно сократить его объём и оставить «единственно краткие виды». Андреев был вынужден подчиниться и выполнить приказ своего командира.
В 1787 году Андреев написал очерк историко-краеведческого характера по истории Семипалатинской церкви и истории города Семипалатинска, назвав его «Письма одного гражданина к верному своему другу». Своё повествование он начал с похода Ермака, затем описал строительство крепостей Иртышской линии, подобной Семипалатинской, со знанием дела рассказывал о торговле с киргиз-кайсаками.
В 1789 году Андреев «по великой их доверенности и знакомству» получил предложение от авторитетнейших султанов и старшин Среднего жуза сопровождать их почётного посланника в Петербург, но «несмотря на все усильные их просьбы», командир Сибирских линий генерал-поручик Г. Штрандман не отпустил его, отправив вместе с казахами своего родственника.
14 апреля 1790 года им было начато строительство каменной гауптвахты. В том же году И. Г. Андреев закончил работу над рукописью «Описание Средней орды киргиз-кайсаков».
20 сентября 1791 года он был произведён в плац-майоры (штаб-офицер при коменданте). В том же году капитан Андреев, пользовавшийся большим доверием у казахов, выполнял функции посредника по возмещению материальных убытков торговым казанским татарам. Правитель найманов хан Канкожа настойчиво убеждал генерала Штрандману, чтобы «при сей доплате был бы только капитан Андреев, которого и прошу Вашего превосходительства прислать».
В декабре 1793 года Андреев был переведён в Омскую крепость, где в 1795 году, после изучения состояние земледелия в окрестностях крепости, он написал философско-исторический очерк «Домашнее размышление о хлебопашестве». А в 1795—1796 гг. его труд «Описание Средней орды киргиз-кайсаков» в окончательной редакции был частично опубликован на страницах Петербургского журнала «Новые ежемесячные сочинения».
В конце 1796 года Андреев окончательно поселился в Семипалатинске и 4 ноября 1797 года он был уволен в отставку с должности инженера-топографа Семипалатинской крепости в звании майора.
Умер Иван Григорьевич Андреев в Семипалатинске 29 апреля 1824 года и был погребён на старом крепостном кладбище (сейчас на месте этого кладбища стадион).

## Память
Вся военная служба Андреева целиком прошла на Сибирских пограничных линиях: в Ишимской (1757—1760), Омской (1763—1766, 1794—1796), Ямышевской (1766—1770), Железинской (1760—1763, 1770—1776), Семипалатинской (1776—1793, 1796—1824), где он «великое нес беспокойство». В формулярном списке Андреева отмечено, что за время службы он ни разу «в штрафах и домовых отпусках не бывал».
На протяжении своей многолетней офицерской службы в качестве военного инженера-топографа И. Г. Андреев строил мосты, крепости, церкви и различные жилые объекты на сибирских линиях; снимал карты и планы трактов, редутов, форпостов и многих других военных укреплений в северном и восточном регионах Казахстана. Он заново отстроил такие крепости Иртышской линии, как Семипалатинская, Усть-Каменогорская, Ямышевская и Бухтарминская.
Уже в молодом возрасте Андреев стал проявлять большой интерес к научным исследованиям и стремился посвящать им все свободное время. По долгу службы он часто бывал в казахских кочевьях, хорошо изучил образ жизни, домашний быт и культуру казахского народа, свободно владел казахским языком. По своей увлеченности этнографическими исследованиями, гуманности и доброжелательному отношению к казахам И. Г. Андреев резко выделялся из окружавшей его офицерской среды. Тогда как многие его сослуживцы предпочитали проводить время за карточной игрой и в пьяных застольях, занимались подлогами и обманом местного населения, он добросовестно выполнял свои служебные обязанности, а имевшийся досуг стремился посвящать занятиям наукой и общению с казахским населением.
Иван Григорьевич Андреев, выявив и систематизировав большой круг источников, существенно расширил границы изучения истории Казахстана во времени. Труды Андреева представляют исключительный интерес для изучения политической, этнической и социально-политической истории казахов Среднего жуза во второй половине XVIII в., а также исторической географии региона. И хотя ему, как и другим краеведам XVIII — первой половины XIX веков, был свойствен хронологически описательный характер повествования, без серьёзного анализа каких-либо исторических событий, тем не менее, его работы содержат ценные сведения по культуре, образу жизни, религиозным представлениям и обычаям населения Киргизской степи.
Этот был русский интеллигент, который большую часть своего нелегкого жизненного пути посвятил государственной службе на благо отечества, бескорыстно служивший науке, заботившийся о просвещении полюбившегося ему казахского народа, способствовавший развитию края, ставшего его второй родиной.

## Публикации
- Описание Средней орды киргиз-кайсаков, с касающимися до сего народа, також и прилегающей к российской границе по части Колыванской и Тобольской губерний крепостей дополнениями // Новые ежемесячные сочинения. — СПб., 1795—1796, ч. CXV-CXVIII;
- Описание киргиз-кайсаков [рукопись] // АРГО. Разр. 61. Оп. 1. Д. 14.;
- Домовая летопись Андреева, по роду их писанная капитаном Иваном Андреевым в 1789 г. Начата в Семипалатинске // Андреев И. Г. Описание Средней орды киргиз-кайсаков. — Алматы, 1998. — С. 119—229.